# گوستاو نایکوئیست
گوستاو نایکوئیست (انگلیسی: Gustav Nyquist؛ زادهٔ ۱ سپتامبر ۱۹۸۹) بازیکن هاکی روی یخ اهل سوئد است.